# Tour de Utah 2019
La 15.ª edición del Tour de Utah fue una carrera de ciclismo en ruta por etapas que se celebró entre el 12 y el 18 de agosto de 2019 con inicio en el Snowbird Ski and Summer Resort en el Condado de Salt Lake y final en Park City en el estado de Utah en los Estados Unidos. El recorrido constó de un prólogo y seis etapas sobre una distancia total de 759,7 km.
La carrera hizo parte del circuito UCI America Tour 2019 dentro de la categoría 2.HC. El vencedor final fue el belga Ben Hermans del Israel Cycling Academy seguido del canadiense James Piccoli del Elevate-KHS y el estadounidense Joe Dombrowski del EF Education First.

## Equipos participantes
Tomaron la partida un total de diecisiete equipos, de los cuales dos son de categoría UCI WorldTeam, cinco Profesional Continental y diez Continental, quienes conformaron un pelotón de 115 ciclistas de los cuales terminaron 101. Los equipos participantes fueron:
| WorldTeams (2)- EF Education First - Trek-Segafredo Equipos continentales profesionales (5)- Nippo Vini Fantini Faizanè - Israel Cycling Academy - Hagens Berman Axeon - Rally UHC Cycling - Neri Sottoli-Selle Italia-KTM Equipos continentales (10)- 303Project - Aevolo - Arapahoe-Hincapie p/b BMC - Canel's-Specialized - Dauner-AKKON - DCBank Pro Cycling - Elevate-KHS Pro Cycling - Team BridgeLane - Wildlife Generation p/b Maxxis - Floyd's Pro Cycling |
| |

## Etapas
| Etapa     | Fecha     | Recorrido                                                       | type                    | Distancia (km) | Ganador         | Líder           |
| --------- | --------- | --------------------------------------------------------------- | ----------------------- | -------------- | --------------- | --------------- |
| Prólogo   | 12 de ago | Snowbird Ski and Summer Resort – Snowbird Ski and Summer Resort | contrarreloj individual | 5,3            | James Piccoli   | James Piccoli   |
| 1.ª etapa | 13 de ago | North Logan – North Logan                                       | etapa de media montaña  | 139,9          | Umberto Marengo | Lawson Craddock |
| 2.ª etapa | 14 de ago | Brigham City – Powder Mountain                                  | etapa de montaña        | 135,8          | Ben Hermans     | Ben Hermans     |
| 3.ª etapa | 15 de ago | Isla Antílope – North Salt Lake                                 | etapa de media montaña  | 138,3          | Ben Hermans     | Ben Hermans     |
| 4.ª etapa | 16 de ago | Salt Lake City – Salt Lake City                                 | etapa escarpada         | 86,5           | Marco Canola    | Ben Hermans     |
| 5.ª etapa | 17 de ago | Canyons Resort – Canyons Resort                                 | etapa de montaña        | 128            | Lachlan Morton  | Ben Hermans     |
| 6.ª etapa | 18 de ago | Park City – Park City                                           | etapa de montaña        | 125,9          | Joe Dombrowski  | Ben Hermans     |

## Desarrollo de la carrera

### Prólogo
| Snowbird Ski and Summer Resort - Snowbird Ski and Summer Resort | contrarreloj individual | (5,3 km) |

| \| Clasificación de la etapa \| Clasificación de la etapa \| Clasificación de la etapa \| Clasificación de la etapa \| Clasificación de la etapa \| \| Ciclista \| Ciclista \| Equipo \| Tiempo \| \| \| ------------------------- \| ------------------------- \| ------------------------- \| ------------------------- \| ------------------------- \| \| 1.º \| James Piccoli \| Elevate-KHS Pro Cycling \| 8 min 37 s \| \| \| 2.º \| Lawson Craddock \| EF Education First \| + 6 s \| \| \| 3.º \| Serghei Țvetcov \| Floyd's Pro Cycling \| + 6 s \| \| \| 4.º \| João Almeida \| Hagens Berman Axeon \| + 6 s \| \| \| 5.º \| Kyle Murphy \| Rally UHC Cycling \| + 12 s \| \| \| 6.º \| Gavin Mannion \| Rally UHC Cycling \| + 15 s \| \| \| 7.º \| Joe Dombrowski \| EF Education First \| + 15 s \| \| \| 8.º \| Guillaume Boivin \| Israel Cycling Academy \| + 16 s \| \| \| 9.º \| Keegan Swirbul \| Floyd's Pro Cycling \| + 17 s \| \| \| 10.º \| Travis McCabe \| Floyd's Pro Cycling \| + 17 s \| \| |                  |                         |            |
| |                  |                         |            |
| Fuente: ProCyclingStats |                  |                         |            |
| Clasificación de la etapa |                  |                         |            |
| Ciclista | Ciclista         | Equipo                  | Tiempo     |
| 1.º | James Piccoli    | Elevate-KHS Pro Cycling | 8 min 37 s |
| 2.º | Lawson Craddock  | EF Education First      | + 6 s      |
| 3.º | Serghei Țvetcov  | Floyd's Pro Cycling     | + 6 s      |
| 4.º | João Almeida     | Hagens Berman Axeon     | + 6 s      |
| 5.º | Kyle Murphy      | Rally UHC Cycling       | + 12 s     |
| 6.º | Gavin Mannion    | Rally UHC Cycling       | + 15 s     |
| 7.º | Joe Dombrowski   | EF Education First      | + 15 s     |
| 8.º | Guillaume Boivin | Israel Cycling Academy  | + 16 s     |
| 9.º | Keegan Swirbul   | Floyd's Pro Cycling     | + 17 s     |
| 10.º | Travis McCabe    | Floyd's Pro Cycling     | + 17 s     |

| \| Clasificación general \| Clasificación general \| Clasificación general \| Clasificación general \| Clasificación general \| \| Ciclista \| Ciclista \| Equipo \| Tiempo \| \| \| --------------------- \| --------------------- \| ----------------------- \| --------------------- \| --------------------- \| \| 1.º \| James Piccoli \| Elevate-KHS Pro Cycling \| 8 min 37 s \| \| \| 2.º \| Lawson Craddock \| EF Education First \| + 6 s \| \| \| 3.º \| Serghei Țvetcov \| Floyd's Pro Cycling \| + 6 s \| \| \| 4.º \| João Almeida \| Hagens Berman Axeon \| + 6 s \| \| \| 5.º \| Kyle Murphy \| Rally UHC Cycling \| + 12 s \| \| \| 6.º \| Gavin Mannion \| Rally UHC Cycling \| + 15 s \| \| \| 7.º \| Joe Dombrowski \| EF Education First \| + 15 s \| \| \| 8.º \| Guillaume Boivin \| Israel Cycling Academy \| + 16 s \| \| \| 9.º \| Keegan Swirbul \| Floyd's Pro Cycling \| + 17 s \| \| \| 10.º \| Travis McCabe \| Floyd's Pro Cycling \| + 17 s \| \| |                  |                         |            |
| |                  |                         |            |
| Fuente: ProCyclingStats |                  |                         |            |
| Clasificación general |                  |                         |            |
| Ciclista | Ciclista         | Equipo                  | Tiempo     |
| 1.º | James Piccoli    | Elevate-KHS Pro Cycling | 8 min 37 s |
| 2.º | Lawson Craddock  | EF Education First      | + 6 s      |
| 3.º | Serghei Țvetcov  | Floyd's Pro Cycling     | + 6 s      |
| 4.º | João Almeida     | Hagens Berman Axeon     | + 6 s      |
| 5.º | Kyle Murphy      | Rally UHC Cycling       | + 12 s     |
| 6.º | Gavin Mannion    | Rally UHC Cycling       | + 15 s     |
| 7.º | Joe Dombrowski   | EF Education First      | + 15 s     |
| 8.º | Guillaume Boivin | Israel Cycling Academy  | + 16 s     |
| 9.º | Keegan Swirbul   | Floyd's Pro Cycling     | + 17 s     |
| 10.º | Travis McCabe    | Floyd's Pro Cycling     | + 17 s     |

### 1.ª etapa
| North Logan - North Logan | etapa de media montaña | (139,9 km) |

| \| Clasificación de la etapa \| Clasificación de la etapa \| Clasificación de la etapa \| Clasificación de la etapa \| Clasificación de la etapa \| \| Ciclista \| Ciclista \| Equipo \| Tiempo \| \| \| ------------------------- \| ------------------------- \| ----------------------------- \| ------------------------- \| ------------------------- \| \| 1.º \| Umberto Marengo \| Neri Sottoli-Selle Italia-KTM \| 3 h 23 min 32 s \| \| \| 2.º \| Lawson Craddock \| EF Education First \| + 0 s \| \| \| 3.º \| Edwin Ávila \| Israel Cycling Academy \| + 0 s \| \| \| 4.º \| Griffin Easter \| 303Project \| + 0 s \| \| \| 5.º \| João Almeida \| Hagens Berman Axeon \| + 0 s \| \| \| 6.º \| Sebastian Schönberger \| Neri Sottoli-Selle Italia-KTM \| + 0 s \| \| \| 7.º \| Travis McCabe \| Floyd's Pro Cycling \| + 6 s \| \| \| 8.º \| Michael Rice \| Hagens Berman Axeon \| + 6 s \| \| \| 9.º \| Tyler Magner \| Rally UHC Cycling \| + 6 s \| \| \| 10.º \| Cole Davis \| Hagens Berman Axeon \| + 6 s \| \| |                       |                               |                 |
| |                       |                               |                 |
| Fuente: ProCyclingStats |                       |                               |                 |
| Clasificación de la etapa |                       |                               |                 |
| Ciclista | Ciclista              | Equipo                        | Tiempo          |
| 1.º | Umberto Marengo       | Neri Sottoli-Selle Italia-KTM | 3 h 23 min 32 s |
| 2.º | Lawson Craddock       | EF Education First            | + 0 s           |
| 3.º | Edwin Ávila           | Israel Cycling Academy        | + 0 s           |
| 4.º | Griffin Easter        | 303Project                    | + 0 s           |
| 5.º | João Almeida          | Hagens Berman Axeon           | + 0 s           |
| 6.º | Sebastian Schönberger | Neri Sottoli-Selle Italia-KTM | + 0 s           |
| 7.º | Travis McCabe         | Floyd's Pro Cycling           | + 6 s           |
| 8.º | Michael Rice          | Hagens Berman Axeon           | + 6 s           |
| 9.º | Tyler Magner          | Rally UHC Cycling             | + 6 s           |
| 10.º | Cole Davis            | Hagens Berman Axeon           | + 6 s           |

| \| Clasificación general \| Clasificación general \| Clasificación general \| Clasificación general \| Clasificación general \| \| Ciclista \| Ciclista \| Equipo \| Tiempo \| \| \| --------------------- \| --------------------- \| ---------------------- \| --------------------- \| --------------------- \| \| 1.º \| Lawson Craddock \| EF Education First \| 3 h 32 min 09 s \| \| \| 2.º \| João Almeida \| Hagens Berman Axeon \| + 6 s \| \| \| 3.º \| Serghei Țvetcov \| Floyd's Pro Cycling \| + 12 s \| \| \| 4.º \| Kyle Murphy \| Rally UHC Cycling \| + 18 s \| \| \| 5.º \| Gavin Mannion \| Rally UHC Cycling \| + 21 s \| \| \| 6.º \| Joe Dombrowski \| EF Education First \| + 21 s \| \| \| 7.º \| Guillaume Boivin \| Israel Cycling Academy \| + 22 s \| \| \| 8.º \| Keegan Swirbul \| Floyd's Pro Cycling \| + 23 s \| \| \| 9.º \| Travis McCabe \| Floyd's Pro Cycling \| + 23 s \| \| \| 10.º \| Ben Hermans \| Israel Cycling Academy \| + 24 s \| \| |                  |                        |                 |
| |                  |                        |                 |
| Fuente: ProCyclingStats |                  |                        |                 |
| Clasificación general |                  |                        |                 |
| Ciclista | Ciclista         | Equipo                 | Tiempo          |
| 1.º | Lawson Craddock  | EF Education First     | 3 h 32 min 09 s |
| 2.º | João Almeida     | Hagens Berman Axeon    | + 6 s           |
| 3.º | Serghei Țvetcov  | Floyd's Pro Cycling    | + 12 s          |
| 4.º | Kyle Murphy      | Rally UHC Cycling      | + 18 s          |
| 5.º | Gavin Mannion    | Rally UHC Cycling      | + 21 s          |
| 6.º | Joe Dombrowski   | EF Education First     | + 21 s          |
| 7.º | Guillaume Boivin | Israel Cycling Academy | + 22 s          |
| 8.º | Keegan Swirbul   | Floyd's Pro Cycling    | + 23 s          |
| 9.º | Travis McCabe    | Floyd's Pro Cycling    | + 23 s          |
| 10.º | Ben Hermans      | Israel Cycling Academy | + 24 s          |

### 2.ª etapa
| Brigham City - Powder Mountain | etapa de montaña | (135,8 km) |

| \| Clasificación de la etapa \| Clasificación de la etapa \| Clasificación de la etapa \| Clasificación de la etapa \| Clasificación de la etapa \| \| Ciclista \| Ciclista \| Equipo \| Tiempo \| \| \| ------------------------- \| ------------------------- \| ------------------------- \| ------------------------- \| ------------------------- \| \| 1.º \| Ben Hermans \| Israel Cycling Academy \| 3 h 37 min 44 s \| \| \| 2.º \| James Piccoli \| Elevate-KHS Pro Cycling \| + 20 s \| \| \| 3.º \| Niklas Eg \| Trek-Segafredo \| + 35 s \| \| \| 4.º \| Peter Stetina \| Trek-Segafredo \| + 58 s \| \| \| 5.º \| Joe Dombrowski \| EF Education First \| + 1 min 26 s \| \| \| 6.º \| Kyle Murphy \| Rally UHC Cycling \| + 1 min 31 s \| \| \| 7.º \| Rob Britton \| Rally UHC Cycling \| + 1 min 36 s \| \| \| 8.º \| João Almeida \| Hagens Berman Axeon \| + 1 min 54 s \| \| \| 9.º \| Matteo Badilatti \| Israel Cycling Academy \| + 2 min 37 s \| \| \| 10.º \| Scott Bowden \| Team BridgeLane \| + 2 min 52 s \| \| |                  |                         |                 |
| |                  |                         |                 |
| Fuente: ProCyclingStats |                  |                         |                 |
| Clasificación de la etapa |                  |                         |                 |
| Ciclista | Ciclista         | Equipo                  | Tiempo          |
| 1.º | Ben Hermans      | Israel Cycling Academy  | 3 h 37 min 44 s |
| 2.º | James Piccoli    | Elevate-KHS Pro Cycling | + 20 s          |
| 3.º | Niklas Eg        | Trek-Segafredo          | + 35 s          |
| 4.º | Peter Stetina    | Trek-Segafredo          | + 58 s          |
| 5.º | Joe Dombrowski   | EF Education First      | + 1 min 26 s    |
| 6.º | Kyle Murphy      | Rally UHC Cycling       | + 1 min 31 s    |
| 7.º | Rob Britton      | Rally UHC Cycling       | + 1 min 36 s    |
| 8.º | João Almeida     | Hagens Berman Axeon     | + 1 min 54 s    |
| 9.º | Matteo Badilatti | Israel Cycling Academy  | + 2 min 37 s    |
| 10.º | Scott Bowden     | Team BridgeLane         | + 2 min 52 s    |

| \| Clasificación general \| Clasificación general \| Clasificación general \| Clasificación general \| Clasificación general \| \| Ciclista \| Ciclista \| Equipo \| Tiempo \| \| \| --------------------- \| --------------------- \| ----------------------- \| --------------------- \| --------------------- \| \| 1.º \| Ben Hermans \| Israel Cycling Academy \| 7 h 10 min 07 s \| \| \| 2.º \| James Piccoli \| Elevate-KHS Pro Cycling \| + 26 s \| \| \| 3.º \| Niklas Eg \| Trek-Segafredo \| + 52 s \| \| \| 4.º \| Peter Stetina \| Trek-Segafredo \| + 1 min 10 s \| \| \| 5.º \| Joe Dombrowski \| EF Education First \| + 1 min 33 s \| \| \| 6.º \| Kyle Murphy \| Rally UHC Cycling \| + 1 min 35 s \| \| \| 7.º \| João Almeida \| Hagens Berman Axeon \| + 1 min 46 s \| \| \| 8.º \| Rob Britton \| Rally UHC Cycling \| + 1 min 47 s \| \| \| 9.º \| Lawson Craddock \| EF Education First \| + 2 min 56 s \| \| \| 10.º \| Matteo Badilatti \| Israel Cycling Academy \| + 2 min 58 s \| \| |                  |                         |                 |
| |                  |                         |                 |
| Fuente: ProCyclingStats |                  |                         |                 |
| Clasificación general |                  |                         |                 |
| Ciclista | Ciclista         | Equipo                  | Tiempo          |
| 1.º | Ben Hermans      | Israel Cycling Academy  | 7 h 10 min 07 s |
| 2.º | James Piccoli    | Elevate-KHS Pro Cycling | + 26 s          |
| 3.º | Niklas Eg        | Trek-Segafredo          | + 52 s          |
| 4.º | Peter Stetina    | Trek-Segafredo          | + 1 min 10 s    |
| 5.º | Joe Dombrowski   | EF Education First      | + 1 min 33 s    |
| 6.º | Kyle Murphy      | Rally UHC Cycling       | + 1 min 35 s    |
| 7.º | João Almeida     | Hagens Berman Axeon     | + 1 min 46 s    |
| 8.º | Rob Britton      | Rally UHC Cycling       | + 1 min 47 s    |
| 9.º | Lawson Craddock  | EF Education First      | + 2 min 56 s    |
| 10.º | Matteo Badilatti | Israel Cycling Academy  | + 2 min 58 s    |

### 3.ª etapa
| Isla Antílope - North Salt Lake | etapa de media montaña | (138,3 km) |

| \| Clasificación de la etapa \| Clasificación de la etapa \| Clasificación de la etapa \| Clasificación de la etapa \| Clasificación de la etapa \| \| Ciclista \| Ciclista \| Equipo \| Tiempo \| \| \| ------------------------- \| ------------------------- \| ------------------------- \| ------------------------- \| ------------------------- \| \| 1.º \| Ben Hermans \| Israel Cycling Academy \| 3 h 20 min 27 s \| \| \| 2.º \| Kyle Murphy \| Rally UHC Cycling \| + 7 s \| \| \| 3.º \| Niklas Eg \| Trek-Segafredo \| + 8 s \| \| \| 4.º \| Keegan Swirbul \| Floyd's Pro Cycling \| + 8 s \| \| \| 5.º \| James Piccoli \| Elevate-KHS Pro Cycling \| + 8 s \| \| \| 6.º \| Lawson Craddock \| EF Education First \| + 11 s \| \| \| 7.º \| Joe Dombrowski \| EF Education First \| + 21 s \| \| \| 8.º \| Matteo Badilatti \| Israel Cycling Academy \| + 36 s \| \| \| 9.º \| Scott Bowden \| Team BridgeLane \| + 36 s \| \| \| 10.º \| João Almeida \| Hagens Berman Axeon \| + 42 s \| \| |                  |                         |                 |
| |                  |                         |                 |
| Fuente: ProCyclingStats |                  |                         |                 |
| Clasificación de la etapa |                  |                         |                 |
| Ciclista | Ciclista         | Equipo                  | Tiempo          |
| 1.º | Ben Hermans      | Israel Cycling Academy  | 3 h 20 min 27 s |
| 2.º | Kyle Murphy      | Rally UHC Cycling       | + 7 s           |
| 3.º | Niklas Eg        | Trek-Segafredo          | + 8 s           |
| 4.º | Keegan Swirbul   | Floyd's Pro Cycling     | + 8 s           |
| 5.º | James Piccoli    | Elevate-KHS Pro Cycling | + 8 s           |
| 6.º | Lawson Craddock  | EF Education First      | + 11 s          |
| 7.º | Joe Dombrowski   | EF Education First      | + 21 s          |
| 8.º | Matteo Badilatti | Israel Cycling Academy  | + 36 s          |
| 9.º | Scott Bowden     | Team BridgeLane         | + 36 s          |
| 10.º | João Almeida     | Hagens Berman Axeon     | + 42 s          |

| \| Clasificación general \| Clasificación general \| Clasificación general \| Clasificación general \| Clasificación general \| \| Ciclista \| Ciclista \| Equipo \| Tiempo \| \| \| --------------------- \| --------------------- \| ----------------------- \| --------------------- \| --------------------- \| \| 1.º \| Ben Hermans \| Israel Cycling Academy \| 10 h 30 min 24 s \| \| \| 2.º \| James Piccoli \| Elevate-KHS Pro Cycling \| + 44 s \| \| \| 3.º \| Niklas Eg \| Trek-Segafredo \| + 1 min 06 s \| \| \| 4.º \| Kyle Murphy \| Rally UHC Cycling \| + 1 min 46 s \| \| \| 5.º \| Peter Stetina \| Trek-Segafredo \| + 2 min 02 s \| \| \| 6.º \| Joe Dombrowski \| EF Education First \| + 2 min 04 s \| \| \| 7.º \| João Almeida \| Hagens Berman Axeon \| + 2 min 38 s \| \| \| 8.º \| Rob Britton \| Rally UHC Cycling \| + 3 min 12 s \| \| \| 9.º \| Lawson Craddock \| EF Education First \| + 3 min 17 s \| \| \| 10.º \| Matteo Badilatti \| Israel Cycling Academy \| + 3 min 44 s \| \| |                  |                         |                  |
| |                  |                         |                  |
| Fuente: ProCyclingStats |                  |                         |                  |
| Clasificación general |                  |                         |                  |
| Ciclista | Ciclista         | Equipo                  | Tiempo           |
| 1.º | Ben Hermans      | Israel Cycling Academy  | 10 h 30 min 24 s |
| 2.º | James Piccoli    | Elevate-KHS Pro Cycling | + 44 s           |
| 3.º | Niklas Eg        | Trek-Segafredo          | + 1 min 06 s     |
| 4.º | Kyle Murphy      | Rally UHC Cycling       | + 1 min 46 s     |
| 5.º | Peter Stetina    | Trek-Segafredo          | + 2 min 02 s     |
| 6.º | Joe Dombrowski   | EF Education First      | + 2 min 04 s     |
| 7.º | João Almeida     | Hagens Berman Axeon     | + 2 min 38 s     |
| 8.º | Rob Britton      | Rally UHC Cycling       | + 3 min 12 s     |
| 9.º | Lawson Craddock  | EF Education First      | + 3 min 17 s     |
| 10.º | Matteo Badilatti | Israel Cycling Academy  | + 3 min 44 s     |

### 4.ª etapa
| Salt Lake City - Salt Lake City | etapa escarpada | (86,5 km) |

| \| Clasificación de la etapa \| Clasificación de la etapa \| Clasificación de la etapa \| Clasificación de la etapa \| Clasificación de la etapa \| \| Ciclista \| Ciclista \| Equipo \| Tiempo \| \| \| ------------------------- \| ------------------------- \| -------------------------- \| ------------------------- \| ------------------------- \| \| 1.º \| Marco Canola \| Nippo-Vini Fantini-Faizanè \| 1 h 56 min 54 s \| \| \| 2.º \| Travis McCabe \| Floyd's Pro Cycling \| + 0 s \| \| \| 3.º \| Brendan Rhim \| Arapahoe-Hincapie p/b BMC \| + 0 s \| \| \| 4.º \| Pablo Alarcón \| Canel's-Specialized \| + 0 s \| \| \| 5.º \| Guillaume Boivin \| Israel Cycling Academy \| + 0 s \| \| \| 6.º \| Peter Stetina \| Trek-Segafredo \| + 0 s \| \| \| 7.º \| James Piccoli \| Elevate-KHS Pro Cycling \| + 0 s \| \| \| 8.º \| Joe Dombrowski \| EF Education First \| + 0 s \| \| \| 9.º \| Ben Hermans \| Israel Cycling Academy \| + 0 s \| \| \| 10.º \| Griffin Easter \| 303Project \| + 0 s \| \| |                  |                            |                 |
| |                  |                            |                 |
| Fuente: ProCyclingStats |                  |                            |                 |
| Clasificación de la etapa |                  |                            |                 |
| Ciclista | Ciclista         | Equipo                     | Tiempo          |
| 1.º | Marco Canola     | Nippo-Vini Fantini-Faizanè | 1 h 56 min 54 s |
| 2.º | Travis McCabe    | Floyd's Pro Cycling        | + 0 s           |
| 3.º | Brendan Rhim     | Arapahoe-Hincapie p/b BMC  | + 0 s           |
| 4.º | Pablo Alarcón    | Canel's-Specialized        | + 0 s           |
| 5.º | Guillaume Boivin | Israel Cycling Academy     | + 0 s           |
| 6.º | Peter Stetina    | Trek-Segafredo             | + 0 s           |
| 7.º | James Piccoli    | Elevate-KHS Pro Cycling    | + 0 s           |
| 8.º | Joe Dombrowski   | EF Education First         | + 0 s           |
| 9.º | Ben Hermans      | Israel Cycling Academy     | + 0 s           |
| 10.º | Griffin Easter   | 303Project                 | + 0 s           |

| \| Clasificación general \| Clasificación general \| Clasificación general \| Clasificación general \| Clasificación general \| \| Ciclista \| Ciclista \| Equipo \| Tiempo \| \| \| --------------------- \| --------------------- \| ----------------------- \| --------------------- \| --------------------- \| \| 1.º \| Ben Hermans \| Israel Cycling Academy \| 12 h 27 min 18 s \| \| \| 2.º \| James Piccoli \| Elevate-KHS Pro Cycling \| + 44 s \| \| \| 3.º \| Niklas Eg \| Trek-Segafredo \| + 1 min 06 s \| \| \| 4.º \| Kyle Murphy \| Rally UHC Cycling \| + 1 min 46 s \| \| \| 5.º \| Peter Stetina \| Trek-Segafredo \| + 2 min 02 s \| \| \| 6.º \| Joe Dombrowski \| EF Education First \| + 2 min 04 s \| \| \| 7.º \| João Almeida \| Hagens Berman Axeon \| + 2 min 48 s \| \| \| 8.º \| Lawson Craddock \| EF Education First \| + 3 min 17 s \| \| \| 9.º \| Rob Britton \| Rally UHC Cycling \| + 3 min 22 s \| \| \| 10.º \| Matteo Badilatti \| Israel Cycling Academy \| + 3 min 54 s \| \| |                  |                         |                  |
| |                  |                         |                  |
| Fuente: ProCyclingStats |                  |                         |                  |
| Clasificación general |                  |                         |                  |
| Ciclista | Ciclista         | Equipo                  | Tiempo           |
| 1.º | Ben Hermans      | Israel Cycling Academy  | 12 h 27 min 18 s |
| 2.º | James Piccoli    | Elevate-KHS Pro Cycling | + 44 s           |
| 3.º | Niklas Eg        | Trek-Segafredo          | + 1 min 06 s     |
| 4.º | Kyle Murphy      | Rally UHC Cycling       | + 1 min 46 s     |
| 5.º | Peter Stetina    | Trek-Segafredo          | + 2 min 02 s     |
| 6.º | Joe Dombrowski   | EF Education First      | + 2 min 04 s     |
| 7.º | João Almeida     | Hagens Berman Axeon     | + 2 min 48 s     |
| 8.º | Lawson Craddock  | EF Education First      | + 3 min 17 s     |
| 9.º | Rob Britton      | Rally UHC Cycling       | + 3 min 22 s     |
| 10.º | Matteo Badilatti | Israel Cycling Academy  | + 3 min 54 s     |

### 5.ª etapa
| Canyons Resort - Canyons Resort | etapa de montaña | (128 km) |

| \| Clasificación de la etapa \| Clasificación de la etapa \| Clasificación de la etapa \| Clasificación de la etapa \| Clasificación de la etapa \| \| Ciclista \| Ciclista \| Equipo \| Tiempo \| \| \| ------------------------- \| ------------------------- \| ------------------------------ \| ------------------------- \| ------------------------- \| \| 1.º \| Lachlan Morton \| EF Education First \| 3 h 05 min 54 s \| \| \| 2.º \| Hayden McCormick \| Team BridgeLane \| + 0 s \| \| \| 3.º \| Simone Velasco \| Neri Sottoli-Selle Italia-KTM \| + 18 s \| \| \| 4.º \| Marco Canola \| Nippo-Vini Fantini-Faizanè \| + 18 s \| \| \| 5.º \| Evan Huffman \| Rally UHC Cycling \| + 18 s \| \| \| 6.º \| Dylan Sunderland \| Team BridgeLane \| + 26 s \| \| \| 7.º \| Michael Rice \| Hagens Berman Axeon \| + 29 s \| \| \| 8.º \| Samuel Boardman \| Wildlife Generation p/b Maxxis \| + 29 s \| \| \| 9.º \| Matthew Zimmer \| DC Bank Pro Cycling Team \| + 31 s \| \| \| 10.º \| Bernat Font \| 303Project \| + 49 s \| \| |                  |                                |                 |
| |                  |                                |                 |
| Fuente: ProCyclingStats |                  |                                |                 |
| Clasificación de la etapa |                  |                                |                 |
| Ciclista | Ciclista         | Equipo                         | Tiempo          |
| 1.º | Lachlan Morton   | EF Education First             | 3 h 05 min 54 s |
| 2.º | Hayden McCormick | Team BridgeLane                | + 0 s           |
| 3.º | Simone Velasco   | Neri Sottoli-Selle Italia-KTM  | + 18 s          |
| 4.º | Marco Canola     | Nippo-Vini Fantini-Faizanè     | + 18 s          |
| 5.º | Evan Huffman     | Rally UHC Cycling              | + 18 s          |
| 6.º | Dylan Sunderland | Team BridgeLane                | + 26 s          |
| 7.º | Michael Rice     | Hagens Berman Axeon            | + 29 s          |
| 8.º | Samuel Boardman  | Wildlife Generation p/b Maxxis | + 29 s          |
| 9.º | Matthew Zimmer   | DC Bank Pro Cycling Team       | + 31 s          |
| 10.º | Bernat Font      | 303Project                     | + 49 s          |

| \| Clasificación general \| Clasificación general \| Clasificación general \| Clasificación general \| Clasificación general \| \| Ciclista \| Ciclista \| Equipo \| Tiempo \| \| \| --------------------- \| --------------------- \| ----------------------- \| --------------------- \| --------------------- \| \| 1.º \| Ben Hermans \| Israel Cycling Academy \| 15 h 34 min 34 s \| \| \| 2.º \| James Piccoli \| Elevate-KHS Pro Cycling \| + 46 s \| \| \| 3.º \| Niklas Eg \| Trek-Segafredo \| + 1 min 10 s \| \| \| 4.º \| Kyle Murphy \| Rally UHC Cycling \| + 1 min 48 s \| \| \| 5.º \| Joe Dombrowski \| EF Education First \| + 2 min 08 s \| \| \| 6.º \| João Almeida \| Hagens Berman Axeon \| + 2 min 34 s \| \| \| 7.º \| Peter Stetina \| Trek-Segafredo \| + 2 min 47 s \| \| \| 8.º \| Lawson Craddock \| EF Education First \| + 3 min 10 s \| \| \| 9.º \| Rob Britton \| Rally UHC Cycling \| + 3 min 53 s \| \| \| 10.º \| Matteo Badilatti \| Israel Cycling Academy \| + 4 min 15 s \| \| |                  |                         |                  |
| |                  |                         |                  |
| Fuente: ProCyclingStats |                  |                         |                  |
| Clasificación general |                  |                         |                  |
| Ciclista | Ciclista         | Equipo                  | Tiempo           |
| 1.º | Ben Hermans      | Israel Cycling Academy  | 15 h 34 min 34 s |
| 2.º | James Piccoli    | Elevate-KHS Pro Cycling | + 46 s           |
| 3.º | Niklas Eg        | Trek-Segafredo          | + 1 min 10 s     |
| 4.º | Kyle Murphy      | Rally UHC Cycling       | + 1 min 48 s     |
| 5.º | Joe Dombrowski   | EF Education First      | + 2 min 08 s     |
| 6.º | João Almeida     | Hagens Berman Axeon     | + 2 min 34 s     |
| 7.º | Peter Stetina    | Trek-Segafredo          | + 2 min 47 s     |
| 8.º | Lawson Craddock  | EF Education First      | + 3 min 10 s     |
| 9.º | Rob Britton      | Rally UHC Cycling       | + 3 min 53 s     |
| 10.º | Matteo Badilatti | Israel Cycling Academy  | + 4 min 15 s     |

### 6.ª etapa
| Park City - Park City | etapa de montaña | (125,9 km) |

| \| Clasificación de la etapa \| Clasificación de la etapa \| Clasificación de la etapa \| Clasificación de la etapa \| Clasificación de la etapa \| \| Ciclista \| Ciclista \| Equipo \| Tiempo \| \| \| ------------------------- \| ------------------------- \| ------------------------- \| ------------------------- \| ------------------------- \| \| 1.º \| Joe Dombrowski \| EF Education First \| 3 h 11 min 09 s \| \| \| 2.º \| João Almeida \| Hagens Berman Axeon \| + 24 s \| \| \| 3.º \| Keegan Swirbul \| Floyd's Pro Cycling \| + 26 s \| \| \| 4.º \| Ben Hermans \| Israel Cycling Academy \| + 26 s \| \| \| 5.º \| James Piccoli \| Elevate-KHS Pro Cycling \| + 30 s \| \| \| 6.º \| Lawson Craddock \| EF Education First \| + 1 min 24 s \| \| \| 7.º \| Matteo Badilatti \| Israel Cycling Academy \| + 1 min 39 s \| \| \| 8.º \| Kyle Murphy \| Rally UHC Cycling \| + 1 min 58 s \| \| \| 9.º \| Rob Britton \| Rally UHC Cycling \| + 2 min 06 s \| \| \| 10.º \| Lachlan Morton \| EF Education First \| + 2 min 11 s \| \| |                  |                         |                 |
| |                  |                         |                 |
| Fuente: ProCyclingStats |                  |                         |                 |
| Clasificación de la etapa |                  |                         |                 |
| Ciclista | Ciclista         | Equipo                  | Tiempo          |
| 1.º | Joe Dombrowski   | EF Education First      | 3 h 11 min 09 s |
| 2.º | João Almeida     | Hagens Berman Axeon     | + 24 s          |
| 3.º | Keegan Swirbul   | Floyd's Pro Cycling     | + 26 s          |
| 4.º | Ben Hermans      | Israel Cycling Academy  | + 26 s          |
| 5.º | James Piccoli    | Elevate-KHS Pro Cycling | + 30 s          |
| 6.º | Lawson Craddock  | EF Education First      | + 1 min 24 s    |
| 7.º | Matteo Badilatti | Israel Cycling Academy  | + 1 min 39 s    |
| 8.º | Kyle Murphy      | Rally UHC Cycling       | + 1 min 58 s    |
| 9.º | Rob Britton      | Rally UHC Cycling       | + 2 min 06 s    |
| 10.º | Lachlan Morton   | EF Education First      | + 2 min 11 s    |

## Clasificaciones finales
Las clasificaciones finalizaron de la siguiente forma:

### Clasificación general
| \| Clasificación general \| Clasificación general \| Clasificación general \| Clasificación general \| Clasificación general \| \| Ciclista \| Ciclista \| Equipo \| Tiempo \| \| \| --------------------- \| --------------------- \| ----------------------- \| --------------------- \| --------------------- \| \| 1.º \| Ben Hermans \| Israel Cycling Academy \| 18 h 46 min 09 s \| \| \| 2.º \| James Piccoli \| Elevate-KHS Pro Cycling \| + 50 s \| \| \| 3.º \| Joe Dombrowski \| EF Education First \| + 1 min 32 s \| \| \| 4.º \| João Almeida \| Hagens Berman Axeon \| + 2 min 26 s \| \| \| 5.º \| Niklas Eg \| Trek-Segafredo \| + 2 min 57 s \| \| \| 6.º \| Kyle Murphy \| Rally UHC Cycling \| + 3 min 20 s \| \| \| 7.º \| Lawson Craddock \| EF Education First \| + 4 min 08 s \| \| \| 8.º \| Keegan Swirbul \| Floyd's Pro Cycling \| + 4 min 40 s \| \| \| 9.º \| Peter Stetina \| Trek-Segafredo \| + 5 min 22 s \| \| \| 10.º \| Matteo Badilatti \| Israel Cycling Academy \| + 5 min 28 s \| \| |                  |                         |                  |
| |                  |                         |                  |
| Fuente: ProCyclingStats |                  |                         |                  |
| Clasificación general |                  |                         |                  |
| Ciclista | Ciclista         | Equipo                  | Tiempo           |
| 1.º | Ben Hermans      | Israel Cycling Academy  | 18 h 46 min 09 s |
| 2.º | James Piccoli    | Elevate-KHS Pro Cycling | + 50 s           |
| 3.º | Joe Dombrowski   | EF Education First      | + 1 min 32 s     |
| 4.º | João Almeida     | Hagens Berman Axeon     | + 2 min 26 s     |
| 5.º | Niklas Eg        | Trek-Segafredo          | + 2 min 57 s     |
| 6.º | Kyle Murphy      | Rally UHC Cycling       | + 3 min 20 s     |
| 7.º | Lawson Craddock  | EF Education First      | + 4 min 08 s     |
| 8.º | Keegan Swirbul   | Floyd's Pro Cycling     | + 4 min 40 s     |
| 9.º | Peter Stetina    | Trek-Segafredo          | + 5 min 22 s     |
| 10.º | Matteo Badilatti | Israel Cycling Academy  | + 5 min 28 s     |

### Clasificación por puntos
| Clasificación por puntos | Clasificación por puntos | Clasificación por puntos      | Clasificación por puntos | Clasificación por puntos |
| Ciclista                 | Ciclista                 | Equipo                        | Puntos                   |                          |
| ------------------------ | ------------------------ | ----------------------------- | ------------------------ | ------------------------ |
| 1.º                      | Travis McCabe            | Floyd's Pro Cycling           | 47 pts                   |                          |
| 2.º                      | Marco Canola             | Nippo-Vini Fantini-Faizanè    | 32 pts                   |                          |
| 3.º                      | Ben Hermans              | Israel Cycling Academy        | 24 pts                   |                          |
| 4.º                      | Joe Dombrowski           | EF Education First            | 22 pts                   |                          |
| 5.º                      | Lawson Craddock          | EF Education First            | 22 pts                   |                          |
| 6.º                      | Umberto Marengo          | Neri Sottoli-Selle Italia-KTM | 21 pts                   |                          |
| 7.º                      | João Almeida             | Hagens Berman Axeon           | 19 pts                   |                          |
| 8.º                      | Hayden McCormick         | Team BridgeLane               | 17 pts                   |                          |
| 9.º                      | Keegan Swirbul           | Floyd's Pro Cycling           | 17 pts                   |                          |
| 10.º                     | Lachlan Morton           | EF Education First            | 16 pts                   |                          |

### Clasificación de la montaña
| Clasificación de la montaña | Clasificación de la montaña | Clasificación de la montaña    | Clasificación de la montaña | Clasificación de la montaña |
| Ciclista                    | Ciclista                    | Equipo                         | Puntos                      |                             |
| --------------------------- | --------------------------- | ------------------------------ | --------------------------- | --------------------------- |
| 1.º                         | Hayden McCormick            | Team BridgeLane                | 30 pts                      |                             |
| 2.º                         | Ben Hermans                 | Israel Cycling Academy         | 22 pts                      |                             |
| 3.º                         | Joe Dombrowski              | EF Education First             | 18 pts                      |                             |
| 4.º                         | Alex Howes                  | EF Education First             | 18 pts                      |                             |
| 5.º                         | James Piccoli               | Elevate-KHS Pro Cycling        | 16 pts                      |                             |
| 6.º                         | Marco Canola                | Nippo-Vini Fantini-Faizanè     | 16 pts                      |                             |
| 7.º                         | Samuel Boardman             | Wildlife Generation p/b Maxxis | 11 pts                      |                             |
| 8.º                         | Kyle Murphy                 | Rally UHC Cycling              | 11 pts                      |                             |
| 9.º                         | João Almeida                | Hagens Berman Axeon            | 10 pts                      |                             |
| 10.º                        | Niklas Eg                   | Trek-Segafredo                 | 10 pts                      |                             |

### Clasificación de los jóvenes
| Clasificación del mejor joven | Clasificación del mejor joven | Clasificación del mejor joven | Clasificación del mejor joven | Clasificación del mejor joven |
| Ciclista                      | Ciclista                      | Equipo                        | Tiempo                        |                               |
| ----------------------------- | ----------------------------- | ----------------------------- | ----------------------------- | ----------------------------- |
| 1.º                           | João Almeida                  | Hagens Berman Axeon           | 18 h 48 min 35 s              |                               |
| 2.º                           | Alex Hoehn                    | Aevolo                        | + 10 min 01 s                 |                               |
| 3.º                           | Juan Pedro López              | Trek-Segafredo                | + 11 min 52 s                 |                               |
| 4.º                           | Kevin Vermaerke               | Hagens Berman Axeon           | + 15 min 52 s                 |                               |
| 5.º                           | Edward Anderson               | Hagens Berman Axeon           | + 22 min 38 s                 |                               |
| 6.º                           | Andrew Vollmer                | Aevolo                        | + 23 min 00 s                 |                               |
| 7.º                           | Dominik Bauer                 | Dauner-AKKON                  | + 23 min 45 s                 |                               |
| 8.º                           | Conor Schunk                  | Aevolo                        | + 28 min 37 s                 |                               |
| 9.º                           | Gabriel Rojas                 | Aevolo                        | + 31 h 26 min 00 s            |                               |
| 10.º                          | Cade Bickmore                 | Aevolo                        | + 42 h 08 min 00 s            |                               |

### Clasificación por equipos
| Clasificación por equipos | Clasificación por equipos     | Clasificación por equipos | Clasificación por equipos |
| Equipo                    | Equipo                        | Tiempo                    |                           |
| ------------------------- | ----------------------------- | ------------------------- | ------------------------- |
| 1.º                       | EF Education First            | 56 h 35 min 03 s          |                           |
| 2.º                       | Israel Cycling Academy        | + 2 min 45 s              |                           |
| 3.º                       | Trek-Segafredo                | + 5 min 54 s              |                           |
| 4.º                       | Rally UHC Cycling             | + 13 min 20 s             |                           |
| 5.º                       | Hagens Berman Axeon           | + 20 min 31 s             |                           |
| 6.º                       | Floyd's Pro Cycling           | + 24 min 22 s             |                           |
| 7.º                       | Neri Sottoli-Selle Italia-KTM | + 26 min 23 s             |                           |
| 8.º                       | Aevolo                        | + 37 min 55 s             |                           |
| 9.º                       | Team BridgeLane               | + 40 min 05 s             |                           |
| 10.º                      | 303Project                    | + 47 min 20 s             |                           |

## Evolución de las clasificaciones
| Etapa                   | Vencedor                | Clasificación general | Clasificación por puntos | Clasificación de la montaña | Clasificación de los jóvenes | Clasificación de la combatividad | Clasificación por equipos |
| ----------------------- | ----------------------- | --------------------- | ------------------------ | --------------------------- | ---------------------------- | -------------------------------- | ------------------------- |
| Prólogo                 | James Piccoli           | James Piccoli         | Serghei Țvetcov          | Lawson Craddock             | João Almeida                 | João Almeida                     | Floyd's                   |
| 1.ª                     | Umberto Marengo         | Lawson Craddock       | Umberto Marengo          | Samuel Boardman             | João Almeida                 | Travis Samuel                    | EF Education First        |
| 2.ª                     | Ben Hermans             | Ben Hermans           | Umberto Marengo          | Ben Hermans                 | João Almeida                 | James Piccoli                    | Rally UHC                 |
| 3.ª                     | Ben Hermans             | Ben Hermans           | Lawson Craddock          | Alex Howes                  | João Almeida                 | Kyle Murphy                      | Trek-Segafredo            |
| 4.ª                     | Marco Canola            | Ben Hermans           | Travis McCabe            | Alex Howes                  | João Almeida                 | Hayden McCormick                 | Trek-Segafredo            |
| 5.ª                     | Lachlan Morton          | Ben Hermans           | Travis McCabe            | Hayden McCormick            | João Almeida                 | Lachlan Morton                   | Trek-Segafredo            |
| 6.ª                     | Joe Dombrowski          | Ben Hermans           | Travis McCabe            | Hayden McCormick            | João Almeida                 | James Piccoli                    | EF Education First        |
| Clasificaciones finales | Clasificaciones finales | Ben Hermans           | Travis McCabe            | Hayden McCormick            | João Almeida                 |                                  | EF Education First        |

## UCI World Ranking
El Tour de Utah otorgó puntos para el UCI World Ranking para corredores de los equipos en las categorías UCI WorldTeam, Profesional Continental y Equipos Continentales. Las siguientes tablas muestran el baremo de puntuación y los diez corredores que obtuvieron más puntos:
| Posición              | 1.º | 2.º | 3.º | 4.º | 5.º | 6.º | 7.º | 8.º | 9.º | 10.º | 11.º | 12.º | 13.º | 14.º | 15.º | 16.º-30.º | 31.º-40.º |
| Clasificación general | 200 | 150 | 125 | 100 | 85  | 70  | 60  | 50  | 40  | 35   | 30   | 25   | 20   | 15   | 10   | 5         | 3         |
| Por etapa             | 20  | 10  | 5   |     |     |     |     |     |     |      |      |      |      |      |      |           |           |
| Líder                 | 5   |     |     |     |     |     |     |     |     |      |      |      |      |      |      |           |           |

| Clasificación |                  |                        |         |       |       |       |
| Posición      | Ciclista         | Equipo                 | General | Etapa | Líder | Total |
| ------------- | ---------------- | ---------------------- | ------- | ----- | ----- | ----- |
| 1.º           | Ben Hermans      | Israel Cycling Academy | 200     | 40    | 20    | 260   |
| 2.º           | James Piccoli    | Elevate-KHS            | 150     | 30    | 5     | 185   |
| 3.º           | Joe Dombrowski   | EF Education First     | 125     | 20    | -     | 145   |
| 4.º           | João Almeida     | Hagens Berman Axeon    | 100     | 10    | -     | 110   |
| 5.º           | Niklas Eg        | Trek-Segafredo         | 85      | 10    | -     | 95    |
| 6.º           | Lawson Craddock  | EF Education First     | 60      | 20    | 5     | 85    |
| 7.º           | Kyle Murphy      | Rally UHC              | 70      | 10    | -     | 80    |
| 8.º           | Keegan Swirbul   | Floyd's                | 50      | 5     | -     | 55    |
| 9.º           | Peter Stetina    | Trek-Segafredo         | 40      | -     | -     | 40    |
| 10.º          | Matteo Badilatti | Israel Cycling Academy | 35      | -     | -     | 35    |